# Hearts in Motion
Hearts in Motion è il nono album in studio del gruppo rock australiano Air Supply, pubblicato nel 1986.

## Tracce
1. It's Not Too Late – 3:48
2. Lonely Is the Night – 4:13
3. Put Love in Your Life – 4:25
4. One More Chance – 3:44
5. Stars in Your Eyes – 3:46
6. My Heart's with You – 4:34
7. I'd Die for You – 4:45
8. You're Only in Love – 4:15
9. Time for Love – 2:46
10. Heart & Soul – 3:54
11. Hope Springs Eternal – 4:11